# لی استراسبرگ
ایسراییل لی استراس‌بِرگ (به انگلیسی: Israel Lee Strasberg) (زاده ۱۷ نوامبر ۱۹۰۱ در بودزانوف - درگذشته ۱۷ فوریه ۱۹۸۲ در نیویورک) یکی از هنرپیشگان آمریکایی یهودی‌تبار و از کارگردانان، تهیه‌کنندگان و آموزگاران بازیگری بود.
وی در ایالات متحده، به مهم‌ترین پیش‌برنده بازیگری متد معروف است.
لی استراس‌برگ، ۱۹۵۱ هنگامی که مدیر هنری اکتورز استودیو شد، بازیگری متد را در آمریکا تثبیت کرد.
هدایت بازی ال پاچینو در فیلم پدر خوانده ۲ به عهدی او بود و پاچینو نیز اسکار خود برای بازی در بوی خوش زن را به او تقدیم کرد.
استراس‌برگ در ۱۷ فوریه ۱۹۸۲ به دنبال سکتهٔ قلبی در نیویورک درگذشت.
لی استراس‌برگ با اثر پذیرفتن از استانیسلاوسکی و واقع‌گرایی خیال‌پردازی اوژن واختانگوف، اکتورز استودیو را کارخانهٔ بازیگرسازی عظیمی کرد که ثمرات و محصولات این کارخانه در نیمهٔ دوم سدهٔ بیستم اثرات زیادی داشتند.
آموزش‌های لی استراس‌برگ، بر پایه تنش‌زدایی ذهنی و عضلانی است، که بازیگران تازه‌کار را توانا می‌کند تا فارغ از تنش‌های روزمرهٔ زندگی واقعی، پذیرای تنش‌های روانی و جسمی نقش‌شان شوند.
وی شاگردان بسیاری را در مکتب خود آموزش داد و آنها را به هالی‌وود و سینمای دنیا معرفی کرد که از میان آنها می‌توان به مارلون براندو، پل نیومن، الن برستین، آل پاچینو، رابرت دنیرو، آن بنکرافت، داستین هافمن، مونتگومری کلیفت، جک نیکلسون، جیمز دین، مریلین مونرو، جین هاکمن، جولی هریس، جانی دپ، و الیا کازان کارگردان را برشمرد.

## فیلم‌شناسی
- پارنل (۱۹۳۷) - پت
- سرمایه گذاری چین (۱۹۵۳) - پترسون
- پدرخوانده: قسمت دوم (۱۹۷۴؛ نامزد جایزه اسکار بهترین بازیگر نقش مکمل مرد) - هیمان رات
- گذرگاه کاساندرا (۱۹۷۶) - هرمان کاپلان
- ... و عدالت برای همه (۱۹۷۹) - پدر بزرگ سام
- Boardwalk (۱۹۷۹) - دیوید روسن
- مد روز (فیلم ۱۹۷۹) - ویلی